# Gli spettatori o atleti ai giochi istmici
Gli spettatori o atleti ai giochi istmici (in greco antico: Θεωροὶ ἢ Ἰσθμιασταί?, Theōroì è Isthmiastaì) è un dramma satiresco perduto, scritto da Eschilo nel V secolo a.C.

## Trama
L'opera era incentrata sulla figura dei satiri che partecipavano ad una serie di giochi solenni che comprendevano gare di corsa, di nuoto e di palestra, ossia i giochi istmici.

Nel frammento più esteso, di circa cento versi, i satiri offrono ritratti di se stessi sotto forma di antefisse votive sul tempio di Poseidone: Dioniso appare, allora, lamentandosi che i satiri lo stanno abbandonando per l'atletica.
Un altro personaggio entra, poi, portando "nuovi giocattoli freschi usciti dall'ascia e l'incudine" (probabilmente attrezzi atletici). Sembrerebbe che questi, dunque, stia incoraggiando i satiri a intraprendere l'attività atletica (abbandonando di conseguenza Dioniso). Si è ipotizzato che questo personaggio sia Eracle, che ha modellato i "nuovi giocattoli" in questione e che spinge i satiri a partecipare, proprio in quanto protettore dei giochi istmici.